# Hermannia cernua
Hermannia cernua är en malvaväxtart som beskrevs av Carl Peter Thunberg. Hermannia cernua ingår i släktet Hermannia och familjen malvaväxter. Inga underarter finns listade i Catalogue of Life.